# Avitus (geslacht)
Avitus is een geslacht van spinnen uit de familie springspinnen (Salticidae).

## Soorten
De volgende soorten zijn bij het geslacht ingedeeld:
- Avitus anumbi Mello-Leitão, 1940
- Avitus castaneonotatus Mello-Leitão, 1939
- Avitus diolenii Peckham & Peckham, 1896
- Avitus longidens Simon, 1901
- Avitus taylori (Peckham & Peckham, 1901)
- Avitus variabilis Mello-Leitão, 1945